# Hoa hậu Trái Đất Việt Nam 2023
Hoa hậu Trái Đất Việt Nam 2023 (Tiếng Anh: Miss Earth Vietnam 2023) là cuộc thi tìm kiếm Hoa hậu Trái Đất Việt Nam lần thứ nhất, đêm chung kết diễn ra vào 14 tháng 10 năm 2023. Cuộc thi này được tổ chức sau 3 năm tạm dừng vì dịch bệnh COVID-19. Trưởng ban tổ chức cuộc thi - bà Trương Ngọc Ánh đã trao lại vương miện cho Đỗ Thị Lan Anh đến từ Hà Nội và cô đã đại diện Việt Nam tham dự Hoa hậu Trái Đất 2023 được tổ chức tại Việt Nam.

## Kết quả

### Thứ hạng
| Kết quả                                                  | Thí sinh | Vị trí Quốc tế                                   |
| -------------------------------------------------------- | --- | ------------------------------------------------ |
| Hoa hậu Trái Đất Việt Nam 2023 (Miss Earth Vietnam 2023) | - 063 – Đỗ Thị Lan Anh | - Hoa hậu Nước (Á hậu 2) – Hoa hậu Trái Đất 2023 |
| Hoa hậu Không khí (Á hậu 1)                              | - 062 – Nguyễn Thị Thu Trang |                                                  |
| Hoa hậu Nước (Á hậu 2)                                   | - 017 – Hoàng Thị Yến Nhi |                                                  |
| Hoa hậu Lửa (Á hậu 3) (Miss Eco Vietnam 2024)            | - 037 – Hoàng Thị Kim Chi | - Tham dự – Hoa hậu Sinh thái Quốc tế 2024       |
| Top 11                                                   | - 012 – Đỗ Thùy Dung - 030 – Nguyễn Thị Quỳnh Trang - 035 – Nguyễn Thị Như Nguyệt - 058 – Nguyễn Thị Thu Cúc                                                                            |                                                  |
| Top 11                                                   | - 061 – Tracy Lê Nguyễn | - Tham dự – Miss Supertalent of the World 2016   |
| Top 11                                                   | - 080 – Cao Thị Ngọc Bích | - Tham dự – Hoa hậu Trái Đất 2024                |
| Top 11                                                   | - 095 – Nguyễn Lê Diệp Quyên (¥) |                                                  |
| Top 20                                                   | - 002 – Nguyễn Thị Trang - 010 – Trần Phúc Triệu Uyên - 014 – Đỗ Trần Gia Linh - 040 – Nguyễn Thị Cẩm Thu - 044 – Nguyễn Thảo Liên - 056 – Lương Ngọc Thảo Sương - 059 – Lê Thị Kim Hậu |                                                  |
| Top 20                                                   | - 078 – Trương Thị Thùy Trang | - Top 15 – Hoa hậu Siêu sao Quốc tế 2024         |
| Top 20                                                   | - 096 – Trấn Ái Tiên |                                                  |

- (¥) - Thí sinh vào thẳng Top 11 do chiến thắng giải thưởng Người đẹp được yêu thích nhất.

### Thứ tự gọi tên
| 1. Hoàng Thị Yến Nhi 2. Nguyễn Thị Quỳnh Trang 3. Nguyễn Thị Như Nguyệt 4. Trần Ái Tiên 5. Nguyễn Thị Trang 6. Đỗ Trần Gia Linh 7. Nguyễn Thảo Liên 8. Lê Thị Kim Hậu 9. Đỗ Thùy Dung 10. Nguyễn Thị Cẩm Thu 11. Lương Ngọc Thảo Sương 12. Tracy Lê Nguyễn 13. Nguyễn Lê Diệp Quyên 14. Hoàng Thị Kim Chi 15. Trương Thị Thùy Trang 16. Cao Thị Ngọc Bích 17. Trần Phúc Triệu Uyên 18. Đỗ Thị Lan Anh 19. Nguyễn Thị Thu Trang 20. Nguyễn Thị Thu Cúc | 1. Hoàng Thị Yến Nhi 2. Nguyễn Thị Quỳnh Trang 3. Nguyễn Thị Như Nguyệt 4. Nguyễn Thị Thu Cúc 5. Đỗ Thùy Dung 6. Nguyễn Thị Thu Trang 7. Tracy Lê Nguyễn 8. Đỗ Thị Lan Anh 9. Hoàng Thị Kim Chi 10. Cao Thị Ngọc Bích 11. Nguyễn Lê Diệp Quyên | 1. Nguyễn Thị Thu Trang 2. Hoàng Thị Kim Chi 3. Hoàng Thị Yến Nhi 4. Đỗ Thị Lan Anh |

## Giải thưởng phụ
| Giải phụ                      | Thí sinh                     |
| Người đẹp được yêu thích nhất | - 095 – Nguyễn Lê Diệp Quyên |
| Người đẹp Hình thể            | - 012 – Đỗ Thùy Dung         |
| Người đẹp Thời trang          | - 058 – Nguyễn Thị Thu Cúc   |
| Người đẹp Truyền cảm hứng     | - 080 – Cao Thị Ngọc Bích    |

## Ban giám khảo
| Họ và tên               | Nghề nghiệp, danh hiệu                | Vai trò              |
| ----------------------- | ------------------------------------- | -------------------- |
| Trương Ngọc Ánh         | Chủ tịch Miss Earth Vietnam           | Trưởng ban giám khảo |
| Lê Linh                 | Doanh nhân                            | Thành viên           |
| Long Kan                | Đạo diễn                              | Thành viên           |
| Trần Nguyễn Thiên Hương | Tổng biên tập Harper's Bazaar Vietnam | Thành viên           |
| Bùi Thị Mỹ Cảnh         | Doanh nhân                            | Thành viên           |

## Huấn luyện viên
| Họ và tên             | Nghề nghiệp, danh hiệu                                                            | Vai trò | Ghi chú |
| --------------------- | --------------------------------------------------------------------------------- | ------- | ------- |
| Lê Thị Hà Thu         | Á hậu 1 Hoa hậu Đại dương Việt Nam 2014 Miss Earth Vietnam 2017                   | Mentor  | [ 3 ]   |
| Nguyễn Trần Khánh Vân | Giải Bạc Siêu mẫu Việt Nam 2018 Hoa hậu Hoàn vũ Việt Nam 2019                     | Mentor  | [ 3 ]   |
| Bùi Quỳnh Hoa         | Giải Vàng Siêu mẫu Việt Nam 2018 Siêu mẫu Quốc tế 2022 Miss Universe Vietnam 2023 | Mentor  | [ 3 ]   |

## Thí sinh tham gia

### Top 30 thí sinh chung kết
| SBD | Họ và tên thí sinh     | Năm sinh | Chiều cao | Quê quán              | Đội       | Ghi chú                              |
| --- | ---------------------- | -------- | --------- | --------------------- | --------- | ------------------------------------ |
| 002 | Nguyễn Thị Trang       | 2003     | 1,70 m    | Đồng Nai              | Quỳnh Hoa | Top 20                               |
| 005 | Phạm Thị Yến           | 2000     | 1,71 m    | Bà Rịa - Vũng Tàu     | Quỳnh Hoa |                                      |
| 010 | Trần Phúc Triệu Uyên   | 1998     | 1,75 m    | Hải Phòng             | Khánh Vân | Top 20                               |
| 012 | Đỗ Thùy Dung           | 2003     | 1,72 m    | Bình Dương            | Quỳnh Hoa | Top 11 Người đẹp Hình thể            |
| 014 | Đỗ Trần Gia Linh       | 1998     | 1,75 m    | Bình Định             | Hà Thu    | Top 20                               |
| 017 | Hoàng Thị Yến Nhi      | 2000     | 1,70 m    | Đồng Nai              | Hà Thu    | Miss Water (Á hậu 2)                 |
| 030 | Nguyễn Thị Quỳnh Trang | 2000     | 1,70 m    | Nghệ An               | Hà Thu    | Top 11                               |
| 032 | Nguyễn Thị Mỹ Tiên     | 1999     | 1,70 m    | Bến Tre               | Hà Thu    |                                      |
| 035 | Nguyễn Thị Như Nguyệt  | 2002     | 1,72 m    | Thanh Hóa             | Hà Thu    | Top 11                               |
| 037 | Hoàng Thị Kim Chi      | 1997     | 1,68 m    | Quảng Trị             | Quỳnh Hoa | Miss Fire (Á hậu 3)                  |
| 040 | Nguyễn Thị Cẩm Thu     | 2002     | 1,72 m    | Thành phố Hồ Chí Minh | Quỳnh Hoa | Top 20                               |
| 044 | Nguyễn Thảo Liên       | 2002     | 1,76 m    | Hòa Bình              | Hà Thu    | Top 20                               |
| 045 | Võ Ngọc Châu           | 2000     | 1,70 m    | Long An               | Khánh Vân |                                      |
| 050 | Phạm Thu Hoài          | 1998     | 1,71 m    | Đắk Lắk               | Hà Thu    |                                      |
| 056 | Lương Ngọc Thảo Sương  | 2000     | 1,70 m    | Thành phố Hồ Chí Minh | Quỳnh Hoa | Top 20                               |
| 058 | Nguyễn Thị Thu Cúc     | 1998     | 1,75 m    | Trà Vinh              | Khánh Vân | Top 11 Người đẹp Thời trang          |
| 059 | Lê Thị Kim Hậu         | 2003     | 1,70 m    | Cần Thơ               | Quỳnh Hoa | Top 20                               |
| 061 | Tracy Lê Nguyễn        | 1996     | 1,70 m    | Hải Phòng             | Quỳnh Hoa | Top 11                               |
| 062 | Nguyễn Thị Thu Trang   | 2004     | 1,77 m    | Ninh Bình             | Khánh Vân | Miss Air (Á hậu 1)                   |
| 063 | Đỗ Thị Lan Anh         | 1997     | 1,71 m    | Hà Nội                | Khánh Vân | Miss Earth Vietnam 2023              |
| 073 | Hồ Thụy Yến Nhi        | 1998     | 1,68 m    | Thành phố Hồ Chí Minh | Quỳnh Hoa |                                      |
| 074 | Nguyễn Phạm Như Ý      | 2000     | 1,73 m    | Bà Rịa - Vũng Tàu     | Khánh Vân |                                      |
| 078 | Trương Thị Thùy Trang  | 2000     | 1,72 m    | Cần Thơ               | Khánh Vân | Top 20                               |
| 080 | Cao Thị Ngọc Bích      | 1999     | 1,74 m    | Hưng Yên              | Khánh Vân | Top 11 Người đẹp Truyền cảm hứng     |
| 082 | Lương Mỹ Ngọc          | 1998     | 1,75 m    | Hà Nội                | Quỳnh Hoa |                                      |
| 088 | Lê Thị Thanh           | 2002     | 1,65 m    | Bắc Ninh              | Quỳnh Hoa |                                      |
| 092 | Ngô Thị Thu Hương      | 2000     | 1,74 m    | Bình Dương            | Khánh Vân |                                      |
| 093 | Vũ Hạ Sương            | 2001     | 1,66 m    | Hà Nội                | Khánh Vân |                                      |
| 095 | Nguyễn Lê Diệp Quyên   | 1998     | 1,65 m    | Gia Lai               | Quỳnh Hoa | Top 11 Người đẹp được yêu thích nhất |
| 096 | Trần Ái Tiên           | 1998     | 1,72 m    | Tây Ninh              | Hà Thu    | Top 20                               |

### Top 36 thí sinh truyền hình thực tế
| SBD | Họ và tên thí sinh     | Năm sinh | Chiều cao | Quê quán          | Đội       | Ghi chú |
| --- | ---------------------- | -------- | --------- | ----------------- | --------- | ------- |
| 001 | Nguyễn Hoài Linh       | 2000     | 1,70 m    | Hà Nam            | Hà Thu    |         |
| 018 | Nguyễn Thị Diệu Linh   | 2004     | 1,73 m    | Hà Tĩnh           | Khánh Vân |         |
| 024 | Lương Thị Trúc Hà      | 2004     | 1,75 m    | Đà Nẵng           | Khánh Vân |         |
| 075 | Bùi Hạnh Nguyên        | 1997     | 1,80 m    | Long An           | Hà Thu    |         |
| 091 | Nguyễn Thị Thanh Thanh | 2001     | 1,67 m    | Quảng Ninh        | Hà Thu    |         |
| 100 | Tiêu Thanh Thảo        | 1996     | 1,69 m    | Bà Rịa - Vũng Tàu | Hà Thu    |         |

### Top 46 thí sinh sơ khảo
| SBD | Họ và tên thí sinh   | Chiều cao | Quê quán              |
| --- | -------------------- | --------- | --------------------- |
| 011 | Trần Ngọc Ý Duyên    | 1,70 m    | Đắk Nông              |
| 016 | Danh Thị Yến Trinh   | 1,70 m    | Kiên Giang            |
| 021 | Kim Thị Uyên         | 1,72 m    | Thanh Hóa             |
| 025 | Nguyễn Hải Yến       | 1,70 m    | Hà Nội                |
| 028 | Bùi Thị Hồng         | 1,72 m    | Đồng Nai              |
| 043 | Phạm Như Quỳnh       | 1,67 m    |                       |
| 047 | Huỳnh Thị Hoàng Oanh | 1,72 m    | Kiên Giang            |
| 085 | Nguyễn Lê Tường Linh | 1,69 m    | Đồng Nai              |
| 089 | Nguyễn Hoàng Lan Anh | 1,67 m    | Bình Định             |
| 098 | Trương Quỳnh Ngọc    | 1,71 m    | Thành phố Hồ Chí Minh |

## Thông tin thí sinh
- Đỗ Thị Lan Anh: Á hậu 2 Hoa hậu Trái Đất 2023 cùng 2 giải phụ Best Apperance và Best National Costume.
- Nguyễn Thị Thu Trang: Á khôi 1 Hoa khôi Học viện Ngoại giao 2023, Đại diện Việt Nam tham dự Hoa hậu Hoàn cầu 2023 nhưng rút lui vì vấn đề visa.
- Hoàng Thị Yến Nhi: Top 10 Hoa hậu Thế giới Việt Nam 2023.
- Hoàng Thị Kim Chi: Top 50 Hoa hậu Hòa bình Việt Nam 2022 cùng giải phụ Top 5 Ấn Tượng và Miss Grand TikTok, Đại diện Việt Nam tham dự Hoa hậu Sinh thái Quốc tế 2024 nhưng không có thành tích gì.
- Đỗ Thùy Dung: Top 16 Hoa hậu Hoàn cầu Việt Nam 2022 cùng giải phụ Người đẹp khả ái, Top 10 Hoa hậu Du lịch Việt Nam 2024, Top 15 Hoa hậu Biển Việt Nam 2024.
- Nguyễn Thị Quỳnh Trang: Top 15 Hoa hậu Các Dân tộc Việt Nam 2022 cùng giải phụ Người đẹp Du lịch, Top 50 Hoa hậu Hòa bình Việt Nam 2022, Top 16 Hoa hậu Hoàn vũ Việt Nam 2023, Top 20 Hoa hậu Hoàn vũ Việt Nam 2025 cùng giải phụ (Top 5 Cosmo Social Ambassador, Top 20 Người đẹp Bản lĩnh, Top 10 Cosmo Best Face Award, Top 10 Cosmo Best Smile Award).
- Nguyễn Thị Thu Cúc: Top 45 Hoa hậu Hoàn vũ Việt Nam 2019, Top 30 Hoa hậu Thể thao Việt Nam 2022 - team Thúy Vân, Top 20 Hoa hậu Hòa bình Việt Nam 2024, đăng ký dự thi Hoa hậu Hoàn vũ Việt Nam 2025 nhưng rút lui trước vòng sơ khảo vì lý do cá nhân.
- Cao Thị Ngọc Bích: Top 41 Hoa hậu Hoàn vũ Việt Nam 2022, Top 10 Hoa hậu Sắc đẹp Việt Nam 2023, Đại diện Việt Nam dự thi Hoa hậu Trái Đất 2024 nhưng không đạt thành tích gì.
- Nguyễn Thị Như Nguyệt: Tham dự Hoa hậu Hòa bình Việt Nam 2023 nhưng dừng chân trước vòng chung khảo.
- Tracy Lê Nguyễn: Đại diện Việt Nam dự thi Miss Supertalent of the World 2016 cùng giải phụ Best Delegate và Gangnam Primier
- Lê Thị Kim Hậu: Á khôi 4 Hoa khôi Đại học Nam Cần Thơ 2022 cùng giải phụ Người đẹp được yêu thích nhất, Top 45 Hoa hậu Việt Nam 2022, Á khôi 2 Hoa khôi Đại học Nam Cần Thơ 2023 cùng giải phụ Người đẹp Tài năng, Top 20 Hoa hậu Thế giới Việt Nam 2023 cùng giải phụ (Người đẹp Du lịch, Top 5 Người đẹp Tài năng).
- Trương Thị Thùy Trang: Đăng quang Hoa hậu Siêu sao Việt Nam 2024, Top 15 Hoa hậu Siêu sao Quốc tế 2024 cùng giải phụ (Best the Voice to the World, Best National Costume, Top 3 Miss Eco Costume), Top 45 Hoa hậu Hoàn vũ Việt Nam 2025 nhưng rút lui trước đêm bán kết vì lý do cá nhân.
- Trần Ái Tiên: Top 5 Hoa hậu Siêu sao Việt Nam 2024 cùng giải phụ Best in Catwalk.
- Đỗ Trần Gia Linh: Top 15 Hoa hậu Siêu quốc gia Việt Nam 2018, Top 66 Hoa hậu Thế giới Việt Nam 2022 nhưng rút lui trước đêm chung khảo vì lý do cá nhân. Tham gia Hoa hậu Siêu sao Việt Nam 2024.
- Nguyễn Thảo Liên: Top 5 Hoa hậu các dân tộc Việt Nam 2022.
- Nguyễn Thị Trang: Á khôi 2 Đại sứ Văn hóa ASEAN 2022.
- Lương Ngọc Thảo Sương: Top 26 Hoa khôi Nam Bộ 2022.
- Võ Thị Ngọc Châu: Đại diện Việt Nam dự thi Miss Crystal Angel International 2019 cùng giải phụ Best in Top Model, Top 15 Hoa hậu Du lịch Việt Nam Toàn cầu 2021, Top 60 Hoa hậu các dân tộc Việt Nam 2022, Á hậu 4 Miss Peace Vietnam 2022, Top 33 Miss Universe Vietnam 2024.
- Hồ Thụy Yến Nhi: Á khôi Đại học Văn Hiến 2018, tham dự Hoa hậu Hòa bình Việt Nam 2023 nhưng dừng chân trước vòng chung khảo.
- Ngô Thị Thu Hương: Top 35 Hoa hậu Việt Nam 2020.
- Lê Thị Thanh: Top 18 Hoa khôi Hà Nội 2023.
- Nguyễn Hoài Linh: Đại diện Việt Nam tham dự Miss World Noble Queen International 2018 và đạt được các giải phụ Miss Asia Noble Queen International, Miss Talent và Miss Creativity. Top 15 Hoa hậu Siêu sao Việt Nam 2024. Đăng quang Hoa hậu Biển Việt Nam 2024.
- Tiêu Thanh Thảo: Top 15 Hoa hậu Du lịch Việt Nam Toàn cầu 2021.
- Nguyễn Thị Thanh Thanh: Top 29 Hoa hậu Du lịch Việt Nam Toàn cầu 2021, Top 15 Hoa hậu Du lịch Việt Nam Toàn cầu 2024
- Bùi Hạnh Nguyên: Top 59 Hoa hậu Hoàn vũ Việt Nam 2023, Top 29 Miss Universe Vietnam 2024, Top 8 Hoa Hậu Toàn Cầu Việt Nam 2024, Top 45 Hoa hậu Hoàn vũ Việt Nam 2025 cùng giải phụ Top 10 Cosmo Best Body.
- Lương Thị Trúc Hà: Top 59 Hoa hậu Hoàn vũ Việt Nam 2023.
- Trương Quỳnh Ngọc: Top 45 Hoa hậu Hoàn vũ Việt Nam 2019, Top 60 Hoa hậu các dân tộc Việt Nam 2022.

## Dự thi quốc tế
| Cuộc thi                                  | Đại diện              | Danh hiệu | Thứ hạng               | Giải thưởng đặc biệt                                                 |
| ----------------------------------------- | --------------------- | --------- | ---------------------- | -------------------------------------------------------------------- |
| Miss Supertalent of the World 2016        | Tracy Lê Nguyễn       | Top 11    | Không đạt giải         | Gangnam Primier Best Delegate                                        |
| Miss World Noble Queen International 2018 | Nguyễn Hoài Linh      | Top 36    | Không đạt giải         | Miss Asia Noble Queen International Miss Talent Miss Creativity      |
| Miss Crystal Angel International 2019     | Võ Thị Ngọc Châu      | Top 30    | Không đạt giải         | Best in Top Model                                                    |
| Miss Earth 2023                           | Đỗ Thị Lan Anh        | Hoa hậu   | Hoa hậu Nước (Á hậu 2) | Best Apperance Best National Costume Top 8 Best Bikini               |
| Miss Eco International 2024               | Hoàng Thị Kim Chi     | Á hậu 3   | Không đạt giải         | Top 20 Best National Costume Top 10 Best Evening Gown                |
| Miss Celebrity International 2024         | Trương Thị Thùy Trang | Top 20    | Top 15                 | Best Voice to the World Best National Costume Top 3 Miss Eco Costume |
| Miss Earth 2024                           | Cao Thị Ngọc Bích     | Top 11    | Không đạt giải         | Không                                                                |